# Can Quera
Can Quera és un mas del municipi de la Vajol inclòs en l'Inventari del Patrimoni Arquitectònic de Catalunya.

## Descripció
Edifici de planta irregular, situat a un quilòmetre del poble. És una construcció format per diferents cossos, que han estat restaurats recentment, cosa que no ha evitat que es puguin veure la majoria de les obertures originals carreuades, així com el paredat amb pedres sense escairar. El cos principal té planta baixa i un pis, amb la coberta a dues vessants. Annex al cos principal hi ha una mena de torre amb coberta a una sola vessant i amb planta baixa, pis i golfes. A davant de la façana principal, hi ha un cos de reduïdes dimensions, que probablement era una pallissa, o uns estables, amb les obertures en arc de mig punt. La façana posterior d'aquest edifici té una porta també en arc de mig punt, però s'hi accedeix a través de cinc graons de pedra. La façana lateral s'uneix a la posterior a través d'un cos d'alçada inferior a la resta, amb la coberta aterrassada, amb una porta d'accés amb una llinda amb la data 1751 inscrita.